# FreeDOS
FreeDOS (колишній Free-DOS і PD-DOS) — операційна система для IBM-сумісних комп'ютерів, створена як вільна альтернатива DOS з оточенням з GNU утиліт. З областей застосування FreeDOS називається передустановлення на нові комп'ютери, запуск старих ігор, використання на вбудовуваній техніці, створення CD/Flash для установки прошивок і налаштування материнської плати, навчання студентів основам побудови операційних систем, запуск музичного плеєра, використання в DOSEMU (емулятор DOS для Linux).
Код FreeDOS поширюється в рамках ліцензії GPL, розмір завантажувального iso-образу — 39 Мб. FreeDOS створений з багатьох окремих програм, які виступають як «пакунки» для загального проєкту FreeDOS. Як член сімейства DOS, він забезпечує в основному доступ до диску через своє ядро і частково управління пам'яттю, але без графічного інтерфейсу (хоча OpenGEM наявний на офіційному сайті FreeDOS).
Серед іншого, в рамках проєкту FreeDOS розроблена заміна командному інтерпретатору MS-DOS (command.com). Новий інтерпретатор отримав назву FreeCOM.
Дистрибутив FreeDOS включає велику кількість безкоштовних програм — як написаних спеціально для DOS, так і портованих з юніксоподобних систем за допомогою DJGPP: утиліти, веббраузери (Lynx, Arachne), текстові редактори (edlin, edit, vim, emacs), кілька ігор (в тому числі FreeDoom), графічну систему GEM тощо.

## Можливості
Деякі можливості FreeDOS:
- Підтримка FAT-32 і довгих імен файлів;
- Можливість запуску мережевих застосунків;
- Реалізація дискового кешу;
- Підтримка систем управління пам'яттю HIMEM, EMM386 і UMBPCI. Менеджер пам'яті JEMM386;
- Підтримка системи друку; драйверів для CDROM, миші (CUTEMOUSE);
- Підтримка USB-контролерів і можливість роботи з USB Flash;
- Підтримка ACPI, тимчасового засинання і роботи в енергоощадному режимі;
- У комплекті є медіа-плеєр MPXPLAY з підтримкою mp3, ogg і wmv;
- XDMA і XDVD — UDMA-драйвери для твердих дисків та DVD-плеєрів;
- Програми для роботи з архівами 7ZIP, INFO-ZIP zip і unzip;
- Багатовіконний текстовий редактор EDIT і SETEDIT, а також переглядач файлів PG;
- FreeCOM — командна оболонка з підтримкою автодоповнення імен файлів;
- Підтримка мережі, веббраузери Arachne і Dillo, BitTorrent-клієнт;
- Наявність пакетного менеджера та підтримка установки різних частин ОС у вигляді пакунків;
- Комплект портованих з Linux програм (DJGPP).

## Використання
Компанії Dell, HP і Lenovo виробляють і поставляють персональні комп'ютери з попередньо встановленою операційною системою FreeDOS, це знижує загальну вартість комп'ютера (у порівнянні з попередньо встановленою ОС Microsoft Windows). Також FreeDOS встановлюється на ноутбуки ASUS.
Завдяки DOS/32 (розвиток DOS/4GW) і компілятору Open Watcom, FreeDOS являє собою легке рішення для промислових комп'ютерів з архітектурою PC.